# Max Eckert-Greifendorff

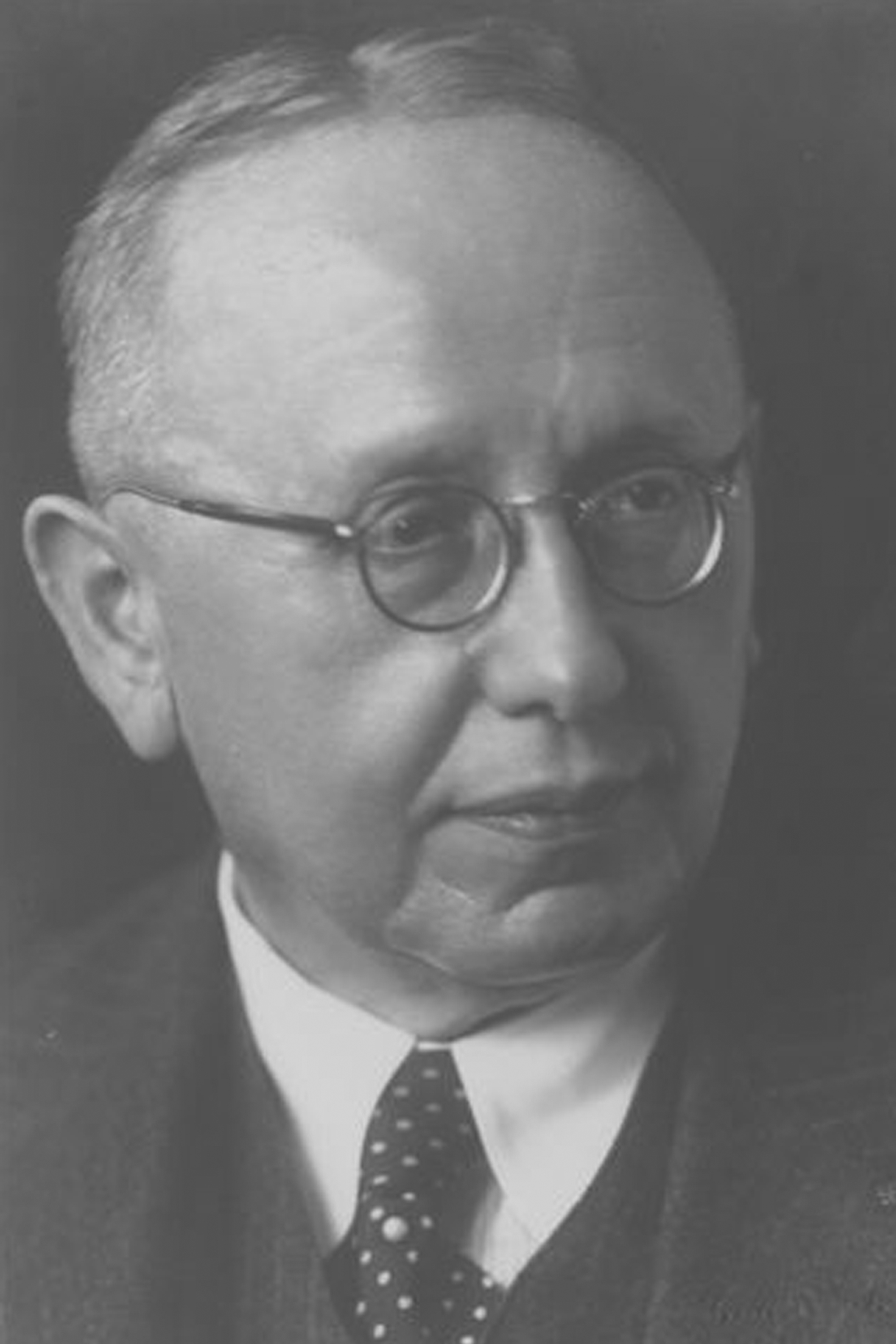
Max Eckert-Greifendorff, 1935

Friedrich Eduard Max Eckert-Greifendorff (* 10. April 1868 als Friedrich Eduard Max Eckert  in Chemnitz; † 26. Dezember 1938 in Aachen) war ein deutscher Geograph und Kartentheoretiker.

## Leben
Eckert studierte unter anderem Geographie und Volkswirtschaftslehre in Leipzig und promovierte 1895 bei Friedrich Ratzel mit der Dissertation Das Karrenproblem. Die Geschichte seiner Lösung. 1898 gab er den überaus erfolgreichen, jedoch von Hermann Haack kritisierten Neuen Methodischen Schulatlas heraus (Leipzig, später Halle/Saale, 1898, 75. Auflage 1923). Ab 1900 war er Oberlehrer und Privatdozent in Leipzig, bis er 1903 an der Universität Kiel habilitierte. Von 1904 bis 1907 leitete er das Museum für Völkerkunde der Universität Kiel; aus jener Zeit stammt sein Grundriss der Handelsgeographie (2 Bände, Leipzig, 1905). Mit dem Wirtschaftsatlas der deutschen Kolonien (Berlin, 1912) stellte Eckert beim Verlag Reimer den Arbeiten der Kolonialkartografen Paul Sprigade und Max Moisel ein grundlegend neues Werk zur Seite.
Von 1907 bis 1937 war er Professor für Wirtschaftsgeographie und Kartografie an der RWTH Aachen. Zwischen 1922 und 1937 war er Dekan der Fakultät für Allgemeine Wissenschaften. Nach dem Ersten Weltkrieg verlagerte sich der Schwerpunkt seiner Arbeiten auf die Kartografie. Mit seinem zweibändigen Hauptwerk Die Kartenwissenschaft (Berlin, 1921 und 1925) schuf er eine Grundlage für eine wissenschaftlich fundierte Kartografie. Eckert gilt dadurch als Begründer der Kartografie als akademischer Disziplin. Außerdem entwickelte er sechs neue Kartenprojektionen.
Obwohl Eckert nie der NSDAP angehörte, unterzeichnete er im März 1933 als einziger Aachener Hochschullehrer einen Wahlaufruf von 300 Hochschullehrern für Adolf Hitler. Das Bekenntnis der deutschen Professoren zu Adolf Hitler vom November 1933 unterzeichnete Eckert schon nicht mehr. Er war ein Vertreter einer völkisch-rassischen Geographie und vertrat den Gedanken des Kolonialwesens.
Darüber hinaus zählte er als Gründungsmitglied und 1. Vorsitzender des „Vereins Studentenwerk Aachen“ und im Jahre 1910 als Gründer des Komitees für Naturdenkmalpflege. Des Weiteren war er der Initiator zur Erbauung der ersten Mensa in Aachen, 1920. Bis zu seinem Tod war er Mitglied der Aachener Turnerschaft Rheno-Borussia.
Max Eckert-Greifendorff starb am 26. Dezember 1938 infolge eines unglücklichen Sturzes an einem Schädelbruch zu Hause. Seine letzte Ruhestätte fand er auf dem Friedhof in Löbau (Sachsen). Zu seinen Ehren wurde in Aachen eine Straße benannt.

## Schriften (Auswahl)
- Kulturgeographie des Deutschen Reiches und seine Beziehungen zur Fremde. 3., neubearb. Aufl., Schroedel, Halle a.S. 1904 (Digitalisat)
- Deutsche Kulturgeographie. Schroedel, Halle a.S. 1912 (Digitalisat)
- Die Kartenwissenschaft. 2 Bände. Vereinigung wissenschaftlicher Verleger, Berlin/Leipzig 1921/1925.
- Neues Lehrbuch der Geographie. 2 Teile. Stilke, Berlin 1931–1935.
- Kartenkunde. De Gruyter, Berlin 1936.
- Kartographie, ihre Aufgaben und Bedeutung für die Kultur der Gegenwart. De Gruyter, Berlin 1939.